# Coração do Oceano

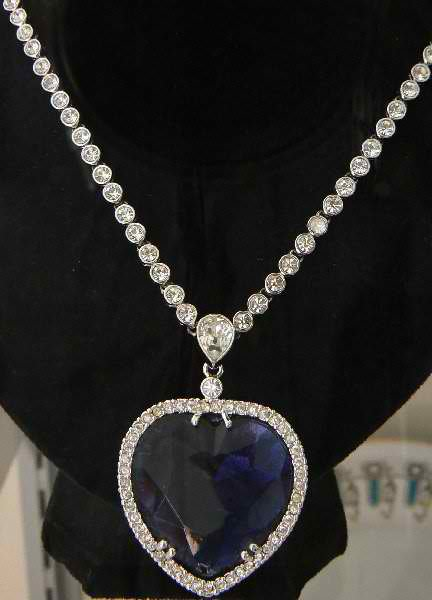
Um exemplo de uma das muitas réplicas do Coração do Oceano

O Coração do Oceano é um diamante azul ficcional que aparece proeminentemente no filme Titanic de 1997. Na história, o diamante de 56 quilates pertenceu originalmente a Luís XVI, tendo sido lapidado em forma de coração após a Revolução Francesa. No filme, o colar foi comprado por Caledon Hockley, interpretado por Billy Zane, uma semana antes de embarcar no malfadado transatlântico RMS Titanic. O colar deveria ser dado como presente de noivado para sua noiva Rose, interpretada por Kate Winslet e Gloria Stuart. Acredita-se que tanto Rose quanto o colar afundaram com o navio, levando alguns dos personagens principais a acreditar que o colar estaria em algum lugar dentro dos destroços do Titanic.
Caso o Coração do Oceano fosse real, ele custaria hoje o equivalente a cerca US$ 300 milhões de dólares.

## Origem
A história do diamante Hope tem muitas semelhanças com a história do Coração do Oceano, com a exceção óbvia que o diamante Hope nunca esteve a bordo do Titanic. No filme Náufragos do Titanic, de 1953, um diamante azul também desempenha um papel importante em um caso de amor. Um ponto principal do enredo neste filme é o roubo do diamante, que cria uma ruptura dramática em um relacionamento romântico que é semelhante ao filme de 1997.

## Filme de 1997
No filme de 1997, um caçador de tesouros, Brock Lovett (Bill Paxton), procura um inestimável colar de diamantes azuis, que acredita estar dentro dos destroços do RMS Titanic. Lovett explica que o colar foi lapidado a partir de um grande diamante azul usado por Luís XVI em sua coroação real. Logo após a execução do rei em 1793, o diamante foi cortado em forma de coração e ficou conhecido como o Coração do Oceano. A história do Coração do Oceano é semelhante à história do diamante Hope, exceto que o diamante Hope foi usado por Luís XIV em um colar real. O palpite de Lovett sobre o paradeiro do diamante parece ser confirmado quando sua equipe resgata um desenho em que uma mulher nua está usando o colar. O desenho é datado de 14 de abril de 1912, o dia da véspera em que o Titanic afundou.
Mais tarde, uma mulher idosa (Gloria Stuart) assiste a descoberta de Lovett no noticiário e imediatamente contata a equipe de expedição. Afirmando ser a mulher na foto (Rose DeWitt Bukater), ela é levada imediatamente para o navio de salvamento de Lovett. Rose pede para ver o desenho recuperado e Lovett mostra alguns artefatos resgatados do naufrágio, especificamente aqueles recuperados de seu camarote no Titanic. Durante esta cena, Lovett revela as origens do diamante e que, se for recuperado, o Coração do Oceano valeria mais do que o diamante Hope. Ao olhar um pente de borboleta ornamentado, Rose se emociona e começa a detalhar seu tempo a bordo do Titanic. Durante o filme, a perspectiva do público alterna entre o passado e o presente, enquanto Rose compartilha suas memórias. Rose divulga os detalhes íntimos de sua relação com o desenhista Jack Dawson (Leonardo DiCaprio), que leva até a noite do naufrágio.
Na noite do naufrágio, Jack é acusado pelo noivo de Rose, Cal, de ter roubado o colar. Quando o navio começa a afundar, Cal vai a sua suíte e esvazia o cofre colocando a pedra preciosa em seu casaco. Mais tarde, Cal coloca este mesmo casaco em Rose quando ela entra em um bote salva-vidas, esquecendo-se do diamante no bolso. No final do filme, Rose caminha sozinha até a popa do navio de salvamento e abre as mãos revelando tanto o colar quanto a identidade de Rose como Rose Dewitt Bukater. Ao olhar para o colar, Rose tem um flashback de 1912 em sua chegada em Nova Iorque, quando descobre o colar no casaco. Voltando ao presente, Rose, com um sorriso, solta o colar de sua mão na água presumivelmente acima do local do naufrágio do Titanic.

## Design

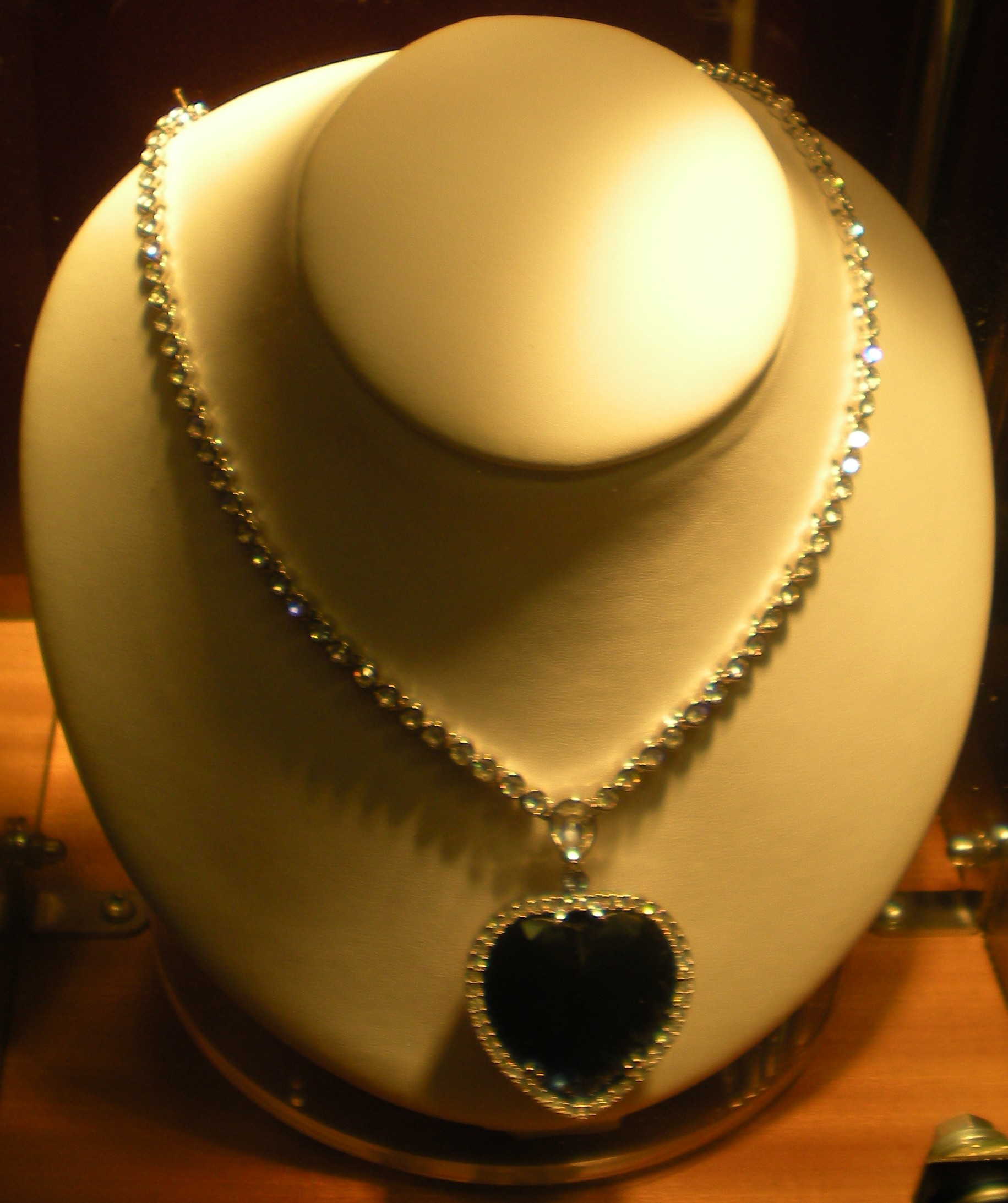
Um exemplo do colar estilo J. Peterman

Os joalheiros Asprey & Garrard (contratados para criar o diamante que aparece no filme) usaram uma grande pedra tanzanita azul em forma de coração sem fenda rodeada por zircônia cúbica em ouro branco para criar um colar em estilo eduardiano para ser usado como acessório no filme. A corrente é adornada por uma mistura de zircônias brancas redondas, em corte pera e marquise. O mosquetão deste colar é uma zircônia branca em forma de coração preso a uma gema branca redonda que por sua vez está presa à gaiola da pedra principal.
A Asprey & Garrard produziu e desenhou os colares: o resultado foram três designs diferentes e únicos. Dois de seus desenhos foram usados no filme, enquanto o outro não foi utilizado até que o filme fosse lançado. Os três colares são comumente conhecidos como o colar original, o colar J. Peterman e o colar Asprey. Os três colares são todos muito semelhantes, mas possuem diferenças distintas.

### O Colar Original
"O colar original" é o colar visto ao longo do filme. A peça foi produzida através de uma pedra sintética denominada zircônia cúbica de cor azul, que foi afixada a uma armação de ouro branco, cujo valor era de 10 mil dólares. Hoje esta joia utilizada nas cenas do filme encontra-se protegida no acervo dos estúdios Fox.

### O Colar J. Peterman
O empresário John Peterman adquiriu o direito de vender réplicas do colar, já que a 20th Century Fox certificou reproduções autênticas no final dos anos 90. Ele comprou um dos colares que os joalheiros Asprey & Garrard criaram para o filme por US$ 1,000. Em 1997, quando o filme foi lançado, a Companhia J. Peterman fabricou reproduções do Coração do Oceano. Esta versão consiste em 137 cristais austríacos que rodeiam uma imitação de diamante azul.

### O Colar Asprey & Garrard
Após o sucesso do filme, Asprey & Garrard foram contratados para criar um autêntico colar Coração do Oceano usando como base o design original. Esta peça foi feita com uma safira do Ceilão engastada em platina e rodeada por 65 diamantes reais. A joia não aparece no filme, foi usada apenas na noite do Oscar 1998 por Céline Dion. Mais tarde, foi vendida num leilão de beneficência para o "Diana, Princess of Wales Memorial Fund e Southern California's Aid For AIDS" por US$ 1,4 milhão por um comprador não identificado.

## Reproduções
Após o lançamento do filme em 1998, a The J. Peterman Company vendeu reproduções menos caras. Seu colar consistia de 137 cristais austríacos e um pendente destacável, inautêntico, de "diamante azul", embalado em uma caixa de apresentação azul-marinho com dobradiças. Esta é a única reprodução oficialmente licenciada do colar, embora muitas outras reproduções não oficiais inspiradas estejam disponíveis no mercado secundário.